# Francesc Carrera
Francesc Carrera (Perpinyà, 11 de març del 1622 — Barcelona, 11 de maig del 1695) va ser un metge nord-català que va fer carrera a l'exèrcit espanyol. Fou autor d'una monografia (1679) que és considerada com la primera obra tècnica sobre la salut dels soldats.

## Biografia
Després d'haver estudiat llatí i filosofia a la Universitat de Perpinyà, la guerra el feu emigrar a Barcelona (1641), on es doctorà en medicina (1654) i hi establí una consulta. Després del tractat dels Pirineus (1659), i tot i haver-se significat en favor del bàndol espanyol (o precisament per això), va ser elegit rector de la Universitat de Perpinyà el 1666 malgrat l'oposició de l'intendent del Rosselló Macqueron. El rei Lluís XIV n'anul·là el nomenament, i el poderós ministre Louvois dictaminà que Carrera no podia ser rector almenys pels deu anys següents. Els set doctors que l'havien votat van ser castigats a pèrdua de tot profit o remuneració de la Universitat per quatre anys.

El 1667, Carrera fou cridat a la cort de Madrid per a rebre el nomenament de segon metge dels exèrcits; deu anys més tard (1677), ascendí a metge en cap dels exèrcits, i romangué en el càrrec durant catrze anys. Demanà la jubilació, i se li concedí una pensió de dos-cents ducats. Tornà al seu Perpinyà natal el 1690, però ben prompte deixà de rebre la pensió, possiblement perquè vivia a l'estranger. Es desplaçà a Barcelona el 1695 per veure si percebia els endarreriments, i a la ciutat comtal una malaltia se l'emportà a la tomba. Durant la prolongada estança a la cort havia obtingut privilegis reials en favor de la Facultat de Medicina de Barcelona, i la institució li ho agraí dedicant-li una elogiosa inscripció per dessobre una de les portes de la facultat (destruïda quan Felip V d'Espanya dissolgué la universitat barcelonina):
| « | Perpetuae Memoriae Josephi Carrera...Hoc Monumentum Moerens et Gratum Posuit Collegium Medicorum Barchinonense | » |
| — | |   |

Va ser autor d'una conferència molt crítica contra l'astrologia en la pràctica de la medicina, que feu imprimir el 1657, en què s'oposava a la doctrina del metge i astròleg Tomàs Roca plasmada en el volum miscel·lani Digna redargutio in libros... (Burgos, 1623). També publicà el 1679 un tractat dedicat a les precaucions a emprendre per a la salut de les tropes.
El seu nebot Josep Carrera, tres fills d'aquest, i un nét d'en Joan, van ser metges també.